# Penkovți, Gabrovo
Penkovți (în bulgară Пенковци) este un sat în comuna Gabrovo, regiunea Gabrovo,  Bulgaria. 

## Demografie
Componența etnică a satului Penkovți
     Bulgari (100%)
     Nicio identificare (0%)
     Altele (0%)
La recensământul din 2011, populația satului Penkovți era de 13 locuitori. Din punct de vedere etnic, toți locuitorii erau bulgari.